# Land of Legends
Land of Legends (Originaltitel: Сердце пармы, wörtliche Übersetzung: Herz von Parma) ist ein Historienfilm von Anton Megerditschew.
Als Literaturverfilmung des von Alexei Iwanow im Jahr 2003 veröffentlichten gleichnamigen Romans, erzählt der Film von der Eroberung von Groß-Perm durch das Großfürstentum Moskau im 15. Jahrhundert.
Am 26. August 2022 eröffnete der Film das Vorführprogramm des 44. Internationalen Filmfestivals Moskau.
Die Veröffentlichung war am 6. Oktober 2022 in Russland.

## Handlung
Michail Ermojalewitsch, Prinz von Groß-Perm, will sich mit Hilfe von Anwohnern und alten Göttern verteidigen. Im Mittelpunkt des Zivilisationskonflikts steht das Schicksal des russischen Prinzen Michail, der sich in die junge Tiche verliebt, eine Hexenlamia, die die Gestalt eines Luchses annehmen kann.
Laut den Drehbuchautoren ist das epische Drama die Geschichte der Konfrontation zwischen zwei Welten: dem Großfürstentum Moskau und dem Ural; den alten Perm-Ländern, die von Heiden bewohnt wurden.

## Produktion

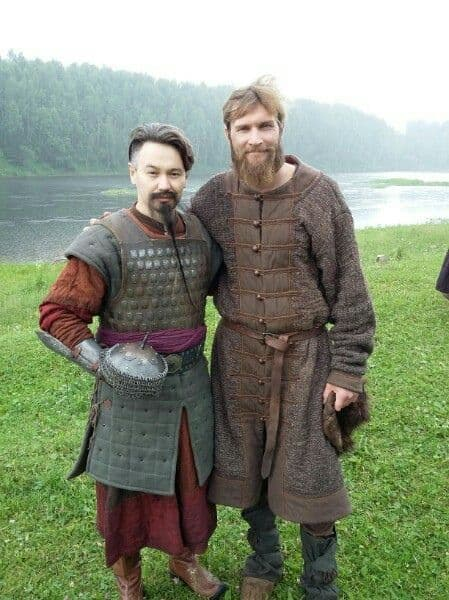
Zwei Statisten bei den Dreharbeiten

Im Jahr 2005 wurden die Rechte an der Verfilmung von dem russischen Filmstudio Central Partnership Company gekauft. Im Juli 2008 wurde bekannt, dass das Unternehmen nicht beabsichtigte, den Film zu drehen. 2014 erwarb das ukrainische Filmstudio Star Media Company die Rechte an der Verfilmung des Romans von Alexei Iwanow. Für die Regie war ursprünglich Sergei Bodrow vorgesehen. Später zog er sich aus beruflichen Gründen aus zurück, blieb aber als Drehbuchautor bei dem Projekt.
Die Dreharbeiten begannen im August 2019 und endeten im Februar 2020. Drehorte waren unter anderem das Dorf Schegolewo bei Ramenskoje (Oblast Moskau) und die Stadt Gubacha (Region Perm), wo an den Ufern der Uswa und der Wischera Filmsets entstanden. Insgesamt waren während der Drehzeit mehr als 2.000 Personen an der Produktion beteiligt. Mit einem Budget von 610 Millionen Rubel (Stand Mai 2022 umgerechnet 8,7 Millionen Euro) war der Film außerdem eine (für nicht-US-amerikanische Verhältnisse) aufwendige Filmproduktion.
Die Kostüme der Bewohner der fiktiven Wasserstadt Uros wurden auf Bestellung aus echter Fischhaut gefertigt. Am Ende der Dreharbeiten bei Gubacha beschlossen die Produzenten, die Filmkulisse nicht zu demontieren, sondern diese als touristische Stätte zu erhalten. An dem Filmort soll nach Planungen eine Aussichtsplattform mit Informationstafeln installiert werden.